# Austin Osman Spare
Austin Osman Spare (Snow Hill, 30 dicembre 1886 – Londra, 15 maggio 1956) è stato un disegnatore e occultista inglese.

## Biografia
Figlio di un poliziotto, da bambino mostrò affinità con l'arte, e presto fu ammesso al corso serale della scuola superiore Lamberth. All'età di 13 anni lasciò la scuola per diventare apprendista di un vetraio, Powell's in Whitefriars street. Durante la sua adolescenza crebbe in lui il fascino per l'occulto influenzando i lavori che produceva. Nel maggio del 1904 uno dei suoi disegni fu selezionato per una mostra alla Royal Academy di Londra, dando luogo a una grande pubblicità per il giovane artista.
Nell'ottobre del 1907 Spare esibì i suoi disegni alla Burton Gallery di Londra. I critici preferirono i suoi lavori a quelli di Aubrey Beardsley ma le immagini di Spare erano piene di figure umane grottesche o sessuali e simboli magici; questi elementi piacquero agli intellettuali d'avanguardia di Londra e portarono Spare all'attenzione di Aleister Crowley. Divenne candidato dell'ordine dell'Argenteum Astrum ideato da Aleister Crowley nel luglio del 1909, ma non fu iniziato come membro, contribuendo però con quattro piccoli disegni alla pubblicazione di The Equinox di Crowley. Successivamente Crowley definì Spare un "fratello nero", il che significava che egli non approvava gli obiettivi della sua filosofia magica. Il suo motto magico era Yihoveaum.
La sua iconoclastia, disgusto per il simbolismo della magia cerimoniale e la sua avversione per il moralismo, così come il suo innovativo uso della sigillazione, servì a distinguere il suo stile di magia personale che il suo amico e associato Kenneth Grant chiamò Zos Kia Cultus. Spare affermò successivamente di aver imparato molto dalla signora Paterson, una discendente di streghe del villaggio di Salem. Nel suo lavoro The Focus of Life incluse un disegno a matita della signora Paterson. Spare parlò anche di uno spirito guida chiamato Black Eagle che appariva spesso come un uomo indiano americano. In questo si nota una omonimia, sia nominale che di immagine, con lo spirito Black Eagle venerato come santo nel voodoo del sud degli Stati Uniti e nelle chiese battiste della stessa zona.
Nel 1917, durante la prima guerra mondiale, Spare fu coscritto nell'esercito britannico, servì come ordinario del reale corpo medico dell'esercito negli ospedali di Londra. Non fu mai in servizio attivo, ma fu ingaggiato come artista di guerra ufficiale nel 1919. Visitò i campi di battaglia della Francia per registrare il lavoro della RAMC. Molti dei suoi lavori sono appesi nel Museo Imperiale della Guerra.
Anche se visto come un artista di considerevole talento e di buone prospettive, Spare vive una vita praticamente da recluso dal 1920 in poi, cadendo nel disinteresse generale con il cambio di mode ed influenze nella scena artistica. Vende i suoi lavori unici per bassi prezzi alle mostre irregolari tenute nello studio di casa sua e nei pub del sud di Londra, esprimendo disgusto all'idea di venderli a prezzi più alti (un'opzione che poteva tranquillamente essere possibile). Lavorava molto velocemente e spesso finiva i suoi disegni in pochi minuti.

## Pubblicazioni
Spare ha pubblicato privatamente diversi libri durante la sua vita:
- Earth Inferno, febbraio 1905
- A Book of Satyrs, 1907; riedito da John Lane nel 1909
- The Book of Pleasure, autunno 1913
- Anathema of Zos, 1927
- The Focus of Life, Morland Press, 1921

I manoscritti per Logomachy of Zos e the Zoetic Grimoire of Zos rimangono incompleti al momento della sua morte.
The Zoetic Grimoire of Zos viene pubblicato postumo in Zos Speaks!, un testo che comprende memorie (di Grant), corrispondenza e un'antologia di arte e testi di Spare edito da Steffi e Kenneth Grant pubblicato dalla Fulgur Press nel 1998.

## Citazioni
Nel 1945 diceva di sé:
«In nessun tempo della mia vita sono stato una persona da ritenersi inquinata dal tocco, le abitudini o gli approcci di alcuna creatura se non quelle che avevano forma umana.»